# ولادیمیر هرزاگ
ولادیمیر هرزاگ (انگلیسی: Vladimir Herzog; ۲۷ ژوئن ۱۹۳۷ – ۲۵ اکتبر ۱۹۷۵) به ولادو شناخته می‌شد و اهل برزیل بود. هرزاگ یک روزنامه‌نگار، استاد دانشگاه و همچنین یک نمایشنامه‌نویس (تاریخچه یهودیان کرواسی) بود. او همچنین به دلیل پروژه‌های مستندسازی خود عکاسی را هم تجربه کرد. در خانواده و در میان دوستانش، او را ولادو خطاب می‌کردند (که مخفف اسم ولادیمیر به زبان کرواتی است).
هرزاگ که یکی از اعضای حزب کمونیست برزیل به‌شمار می‌رفت یکی از فعالان جنبش مقاومت علیه دیکتاتوری نظامی برزیل بود. در اکتبر ۱۹۷۵ هنگامی که سردبیر تلویزیون کولترا بود توسط پلیس مخفی دیکتاتوری نظامی در زیر شکنجه به قتل رسید و بعداً دولت اعلام کرد که خودکشی کرده است. قریب به ۳۷ سال بعد گواهی مرگ وی مورد بازنگری قرار گرفت و مشخص شد که در واقع هرزاگ در زیر شکنجه بخش (اداره عملیات اطلاعات - مرکز عملیات دفاع داخلی) DOI-CODI در ارتش برزیل به قتل رسیده است.
کشته شدن وی تأثیر عمیقی بر جامعه برزیل گذاشت و نشان از روند تجدید بنای مجدد سیاسی این کشور شد.

## زندگی‌نامه

### اوایل زندگی
هرزاگ در ۲۷ ژوئن سال ۱۹۳۷ در اوسییک، پادشاهی یوگسلاوی در استان ساوا بانووینا (در حال حاضر کرواسی)، در خانه زیگموند و زورا هرزاگ که یک خانواده یهودی اهل کرواسی بودند متولد شد. خانواده او در اوایل دهه ۱۹۴۰ برای فرار از آزار و اذیت نازی‌ها به برزیل مهاجرت کردند.

### تحصیلات و شغل
هرزاگ در سال ۱۹۵۹ لیسانس فلسفه خود را از دانشگاه سائو پائولو دریافت کرد. پس از فارغ‌التحصیل شدن به عنوان روزنامه‌نگار در رسانه‌های اصلی برزیل، به ویژه در روزنامه ایالتی سائو پائولو، کار کرد. در آن دوره وی تصمیم گرفت به‌جای «ولادیمیر» از نام مستعار «ولادو» به عنوان اولین نام زبان نیای خود استفاده کند، زیرا احساس می‌کرد که نام واقعی او در برزیل بسیار عجیب و غریب به نظر می‌رسد. هرزاگ بعداً به مدت سه سال در لندن برای بی‌بی‌سی کار کرد.
در دهه ۱۹۷۰، هرزاگ سردبیر تلویزیون کولترا شد، یک ایستگاه تلویزیونی سراسری بود که توسط دولت ایالتی سائو پائولو اداره می‌شد. وی همچنین استاد دانشکده روزنامه‌نگاری در دانشکده ارتباطات و هنرهای دانشگاه سائوپائولو و در یک دوره ناپیوسته خبرنگار بنیاد آرماندو آلوارس پنتیدو شد. او که نمایشنامه نویس بود، همین حرفه را دنبال کرده و ارتقاء داد و به مشارکت با روشنفکران تئاتر پرداخت. سپس به حزب کمونیست برزیل پیوست (در پرتغالی: Partido Comunista Brasileiro - PCB) و به فعالیت در جنبش مقاومت مدنی علیه دیکتاتوری نظامی پرداخت.

## دستگیری و مرگ
در ۲۴ اکتبر ۱۹۷۵ - درست زمانی که هرزاگ سردبیر تلویزیون کولترا بود - مأموران ارتش برزیل او را احضار کردند تا در مورد روابط غیرقانونی‌اش با حزب کمونیست برزیل شهادت دهد. روز بعد، هرزاگ را برای بازجویی به (اداره عملیات اطلاعات - مرکز عملیات دفاع داخلی) DOI-CODI بردند. او زیر شکنجه بازجویی شد. هرزاگ به همراه دو روزنامه‌نگار دیگر، خورخه دویک استرادا بنینگو و رودولفو کوندر که بعداً ضرب و شتم وی مورد تأیید قرار گرفت، دستگیر شده بودند.
در ۲۵ اکتبر، جسد هرزاگ درحالی که در سلول حلق آویز شده بود عکس گرفته شد. قبل از تجدید نظر، در خصوص گواهی فوت او مرگش «خودکشی با حلق آویز» اعلام شد. براساس مخالفت، مأموران DOI-CODI می‌بایست جسد وی را در موقعیتی که در آن یافت شده بود قرار می‌دادند تا به مطبوعات اطلاع دهند که خودکشی کرده است.

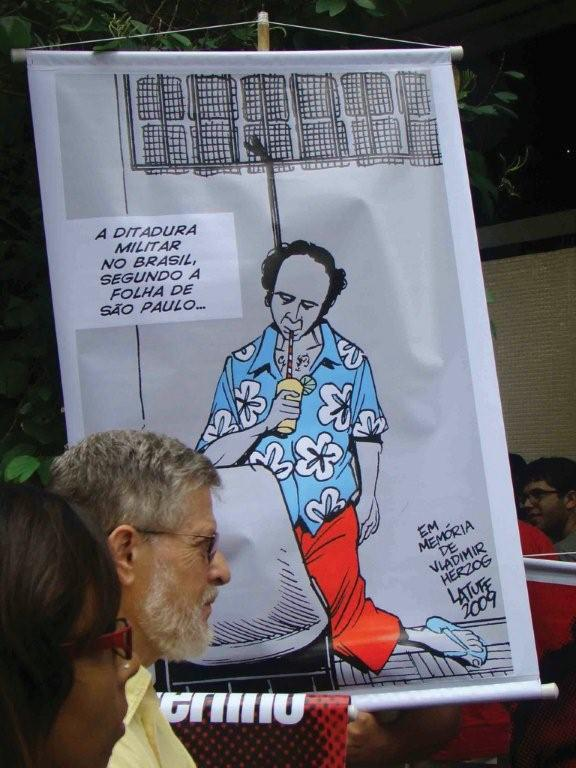
این پوستر اثر کارلوس لاتف کاریکاتوریست سیاسی برزیل است که در ۲۰۰۹ به شکلی طعنه آمیز، دیکتاتوری نظامی برزیل را به تصویر کشید و در روزنامه سائوپائولو درج شد. عکس حلق‌اویز وی توسط آژانس اطلاعاتی برزیل برای سرکوب و بدنام کردن هرزاگ منتشر شده بود.

## نتیجه
هرزاگ با کلاریس هرزاگ یک کارمند تبلیغاتی ازدواج کرد و صاحب دو فرزند شد. کلاریس در پی مرگ همسرش، روزهای سختی را پشت سر گذاشت و نهایتاً مجبور شد به فرزندان خردسالش اتفاقی که برای پدرشان رخ داده را بگوید. سه سال بعد کلاریس توانست از طریق قانونی مأموران ارتش برزیل را مقصر مرگ شوهرش معرفی کند اما او هنوز نتوانسته با مرگ همسرش هرزاگ مقابله کند، کلاریس تصریح کرد «ولادو اگر زنده بود بیشتر به جامعه کمک می‌کرد». مرگ وی اعتراض مطبوعات بین‌المللی را برانگیخت و پروسه دفاع از حقوق بشر در آمریکای لاتین شروع شد، مرگ هرزاگ نیز باعث تقویت جنبش علیه دیکتاتوری نظامی در برزیل شد.
کالبد شکافی بدون نتیجهٔ قطعی بود، زیرا آسیب شناسان پزشکی قانونی در آن زمان عضو ارگان پلیس بودند و گزارش‌های کالبد شکافی دروغ را به‌طور منظم در موارد شکنجه منجر به مرگ تهیه می‌کردند.
بعدها، در پی دادخواست مدنی کلاریس هرزاگ بیوه هرزاگ علیه دولت، در ۲۰۰۵ یک دادگاه فدرال تشکیل شد، و این دادگاه، مرگ غیرقانونی هرزاگ را به رسمیت شناخت و در حکم دادگاه، دادن غرامت پولی به خانواده هرزاگ تعیین شده بود. در همان سال، عکس‌های جدیدی از هرزاگ که هنوز زنده بود و کاملاً برهنه در سلول زندان از وی عکس گرفته بودند در اینترنت منتشر شد، که این اقدام توسط یک افسر عالی‌رتبه نظامی در دفتر رئیس‌جمهور لوئیس ایناسیو لولا دا سیلوا مورد تأیید قرار گرفت.
بنا بر اعلامیه ۲۳ ژانویه ۲۰۱۳، به درخواست چندین گروه مذهبی و حقوق بشری، کمیسیون بین‌المللی حقوق بشر آمریکا که بخشی از سازمان کشورهای آمریکاست، تأیید کرد که در مورد شرایط متضاد پیرامون درگذشت ولادیمیر هرزاگ تحقیق خواهد کرد.
گواهی فوت جدید هرزاگ، ۳۷ سال پس از مرگ او صادر شد تا نشان دهد که وی «بر اثر شکنجه جسمی در بخش اطلاعات ارتش در سائوپائولو» به قتل رسیده است. گواهی قبلی وی حاکی از یک خودکشی احتمالی بود.
ایوو هرزاگ، فرزند ولادیمیر هرزاگ، در یک افشاگری اقدام به جمع‌آوری طوماری برای برکناری خوزه ماریا مارین از فدراسیون فوتبال برزیل (CBF) و همچنین از جام جهانی فوتبال ۲۰۱۴ فیفا زد. ایوو با استناد به سخنرانی ماریا مارین در ۱۹۷۵ که به عنوان نماینده کنگره ایراد شده بود به افشای آن پرداخت. وی در آن سخنرانی ضمن انتقاد از ولادیمیر هرزاگ کارهای سرگیو فلوری رئیس اداره نظم سیاسی و اجتماعی برزیل (مسئول شکنجه‌گاه‌ها و زندان) در دوران دیکتاتوری نظامی را مورد ستایش قرار داده بود.
به گفته هنری سوبل، خاخام کنیسه اصلی سائوپائولو در آن زمان، قتل هرزاگ چهره کشور را تغییر داد. «این عامل مهمی برای ترمیم نهایی دموکراسی بود. مرگ او همیشه به یادگار خواهد ماند چرا که ناقوس یک دوره سرکوب را به صدا درمی‌آورد، طنین مداوم صدای آزادی، که هرگز خاموش نخواهد شد».
پس از پیدا شدن جسد هرزاگ، روی بدنش آثار شکنجه وجود داشت، خاخام سوبل تصمیم گرفت که به‌جای گوشه گورستان وی را در مرکز آن دفن کند، زیرا در سنت یهود وقتی کسی خودکشی می‌کند به این کار مبادرت می‌کنند. مراسم خاکسپاری به صورت عمومی انجام شد و موضوع خودکشی به این ترتیب پنهان ماند، اولین ادله‌ای که به‌طور غیرقابل انکار انبات می‌کرد مرگ هرزاگ خودکشی نبوده، در پرونده «فرناندو پاچکو جوردو و پرونده هرزاگ- زندان، شکنجه و مرگ در برزیل» گزارش شده است. این نویسنده خاطرنشان می‌کند تصویری که توسط ارتش برای اثبات خودکشی هرزاگ ارائه شده گویا است، زیرا زندانی را در حالی که با کمربند از میله‌های سلول گره خورده و آویزان شده است نشان می‌دهد، این در حالی است که زانوان او خمیده و پاهایش روی کف سلول زندان است و بنابر این نمی‌تواند خودکشی کرده باشد.

## میراث
در ۲۰۰۹، بیش از ۳۰ سال پس از مرگ هرزاگ، بنیاد ولادیمیر هرزاگ تأسیس شد. اهداف آن آرشیو مطالب مربوط به هرزاگ، ترویج بحث دربارهٔ نقش خبرنگاران و رسانه‌های جدید و اعطای جایزه ولادیمیر هرزاگ در زمینه عفو و حقوق بشر به روزنامه‌نگاران و فعالان حقوق بشر.